# Vancouver, Washington
Vancouver är en stad (city) i Clark County i delstaten Washington i USA. Staden hade 190 915 invånare, på en yta av 135,83 km² (2020). Vancouver är administrativ huvudort (county seat) i Clark County.